# عجمی (یولاخ)
عجمی (به لاتین: Əcəmi) منطقه‌ای مسکونی در جمهوری آذربایجان است که در شهرستان یولاخ واقع شده است. عجمی ۳۷۸ نفر جمعیت دارد.